# Czesław Lasocki
Czesław Adam Felix Bronisław Lasocki herbu Dołęga (ur. 7 marca 1852 w Warszawie, zm. 1 czerwca 1891 w Dębnikach pod Krakowem) – hrabia, ziemianin, poseł do Sejmu Krajowego Galicji.
Był synem Bronisława, właściciela ziemskiego, powstańca 1863, sędziego pokoju, i Felicji z Wołowskich, starszym bratem generała Józefa Lasockiego i prawnika i dyplomaty Zygmunta Lasockiego. Był właścicielem Dębnik i Pychowic, mieszkał w zakupionej przez ojca willi na Dębnikach. Pełnił funkcję prezesa Rady Powiatowej w Myślenicach. W 1882 został wybrany posłem do Sejmu Krajowego Galicji V kadencji reprezentując IV kurię okręg Myślenice-Jordanów-Maków. Ponownie wybrano go w 1889 zmarł jednak w trakcie trwania VI kadencji na jego miejsce 24 listopada 1891 wybrano Józefa Popowskiego Pochowany został w grobowcu rodzinnym w Spytkowicach.
Po dziadzie Danielu hrabia papieski w pierworództwie, po ojcu Bronisławie także dziedziczny hrabia belgijski, sam uzyskał potwierdzenie tytułu w Austrii 8 kwietnia 1888.